# Kake
Kake, pleme Indijanaca porodice Koluschan (Tlingit) nastanjeno na otoku Kupreanof, s istoimenim selom, Aljaska. Ovo ratoborno pleme kontroliralo je trgovačke rute oko otoka Kuiu u Kupreanof, štiteći teritorij od drugih susjednih plemena. Ovakva politika uvalila ih je i u čarke europskim istraživačima i trgovcima. 
Godine 1869. jedan stražar ubio je nekog Kake Indijanca. Po njihovom tradicionalnom običaju, za osvetu, ubili su dvojicu rudara. Američka mornarica uzvraća represivnim mjerama i šalje ratni brod USS Saginaw, koji je 1868/9 na specijalnim dužnostima na jugoistoku Aljaske. USS Saginaw bombandirao je indijanska sela, i uništio im kuće, kanue i zalihe hrane. Kake su preživjeli ovaj napad, ali su se raspršili pod zaštitu drugih tlingitskih plemena. Kroz nekih 20 godina Kake su se regrupirali i osnovali novo naselje, Kake. Godine 1891. dobivaju školu i trgovinu. 
Današnji gradić Kake napredni je indijansko naselje s kojih 700 stanovnika.

## Socijalne skupine
Hodge u svojem članku o kake plemenu navodi sljedeće skupine: Kahlchanedi (izumrla), Katchadi, Nesadi, Sakutenedi, Shunkukedi, Tsaguedi, Tanedi i Was-hinedi

## Vanjske poveznice
- Organized Village of Kake Alaska  Arhivirana inačica izvorne stranice od 1. rujna 2006. (Wayback Machine)